# ジェニー (BLACKPINK)
ジェニー（朝: 제니、英: JENNIE、1996年1月16日 - ）は、韓国出身の歌手、ラッパー、ファッションモデルである。MBE。

## 来歴

### 生い立ち
1996年1月16日、韓国のソウル市江南区清潭洞で生まれる。9歳から14歳まで、ニュージーランドのオークランドへ留学。その後、アメリカのフロリダ州へ進学する予定だったものの、音楽に関連する職に就きたいという思いから韓国へ帰国し、憧れていたYGエンターテインメントのオーディションを受けYG練習生となった。
練習生時代から一目置かれる存在で、事務所の先輩でありボーイズグループBIGBANGのメンバーであるG-DRAGONのシングル「That XX」(그 XX)のミュージックビデオに出演。同じレーベルに所属するイ・ハイの「Special」、V.Iの「GG Be」、G-DRAGONの「Black」にJennie Kim(ジェニー・キム)の名義でフィーチャリングした。
YGエンターテインメントに入所して6年が経った2016年8月8日、シングルアルバム『SQUARE ONE』でBLACKPINKのJENNIEとしてデビューを果たした。

### ソロ活動
2018年、フランスの高級ファッションブランドであるシャネルビューティーの新ミューズ兼コリアンアンバサダーに就任。
同年11月12日、シングル「SOLO」で、BLACKPINKメンバーの初のソロデビュー。同曲は、韓国のデイリー・チャートと週間チャートを席巻し、15日間にわたってメジャーな音楽チャートで首位に立った。ガオンチャートでは初登場1位となり、デジタル部門、ダウンロード部門、ストリーミング部門の三冠を獲得した。デジタル部門とモバイル部門では2週連続、ストリーミング部門では3週連続で首位に立った。国外では、ビルボードのワールド・デジタル・ソング・チャートで1位を獲得し、40か国のiTunesで1位を獲得。『ニューヨーク・タイムズ』のプレイリストにも選出された。ミュージックビデオにおいては、韓国の歴代の女性ソロアーティストの中で、リリース後24時間での最多視聴回数を記録。また、韓国の女性ソロアーティストとしては史上初めて、YouTubeで9億回の視聴回数を記録した。
2019年2月、韓国のコスメブランド「HERA」のモデルに抜擢される。4月、韓国のソロアーティストとして初めて、アメリカのインディオで開催されるコーチェラ・フェスティバルに出演。パフォーマンスは、雑誌ビルボードの「2019年コーチェラでのベスト10」に選出された。
2021年1月16日、誕生日にYouTube個人チャンネルを開設。チャンネル登録者数が1日で200万人を突破した。
2023年11月23日、自主レーベル「ODDATELIER」を設立。
2024年4月26日、Block B・ジコとのコラボ曲「SPOT! (feat.JENNIE)」をリリース。
2024年9月9日、米ソニー・ミュージックエンタテインメント傘下のレーベル「コロムビア・レコード」とパートナーシップを締結し、10月にソロシングルでカムバックすることが発表された。
2024年10月11日、デジタルシングル「Mantra」をリリース。
2025年1月31日、1stアルバムの先行公開曲としてデジタルシングル「Love Hangover」をリリース。
2025年2月21日、1stアルバムの先行公開曲としてデジタルシングル「ExtraL」をリリース。
2025年3月7日、1stアルバム「Ruby」をリリース予定。4月21日（現在時刻）に開催されるコーチェラフェスティバルに2度目の出演。

## 人物
身長163cm、血液型はB型。ファンからは親しみを込めて、「ジェンドゥギ」、「ジェン」、「ニニ」などと呼ばれている。
鋭い猫目と丸いほっぺたが特徴。一見強い印象を与えるが、情が深く、デリバリーも頼めないほどシャイな性格。
交友関係が広く、有名なのは同グループメンバージス、TWICEのナヨンとは、デビュー前から仲が良く、ネイルをお揃いにするほど仲が良い。Red Velvetのアイリーン、イェリとも仲が良く、アイリーンとは美容院が同じである。
一人っ子であり、コッカースパニエルのカイとポメラニアンのクマを飼っている。クマの名前の由来はふわふわなブラウンの毛並みから、日本語の「熊」からきている。
BLACKPINKではメインラッパーとリードボーカルを担当。歌、ラップ、ダンス、ビジュアル、カリスマ性と、あらゆる面において優れていることから、グループの顔を担っている。
ニュージーランドへの留学経験から英語が堪能。日本語も得意であり、BLACKPINKのオリジナル番組「スターロード」の第5話と第6話では、メンバーとファンのために日本語教室をオープンした。
ファッションアイコンとしても知られており、2018年よりCHANELのミューズ兼コリアンアンバサダーを務めている。ステージ上のみならずプライベートでもCHANELのアイテムを愛用しており、ファンの間では「歩く人間シャネル」と称されている。2021年2月、VOGUE KOREA3月号ではモデルとしてだけではなくファッションエディターとして企画やスタイリングも担当し、ジェニー考案の様々なスタイリングを披露した。
Instagramのカメラ用アカウントのユーザー名(@lesyeuxdenini)は「二二の目」という意味が込められている。

## ディスコグラフィ

### アルバム
| No.                  | 発売日               | タイトル             | 収録曲 | 順位                 | 売上枚数             |
| ODD ATELIER レーベル | ODD ATELIER レーベル | ODD ATELIER レーベル | ODD ATELIER レーベル | ODD ATELIER レーベル | ODD ATELIER レーベル |
| -------------------- | -------------------- | -------------------- | --- | -------------------- | -------------------- |
| 1                    | 2025年3月7日         | Ruby                 | 収録曲 1. Intro: JANE with FKJ 2. like JENNIE 3. start a war 4. Handlebars (feat. Dua Lipa) 5. with the IE (way up) 6. ExtraL (feat. Doechii) 7. Mantra 8. Love Hangover (feat. Dominic Fike) 9. ZEN 10. Damn Right (feat. Childish Gambino and Kali Uchis) 11. F.T.S. 12. Filter 13. Seoul City 14. Starlight 15. twin | -位                  | -枚                  |

### シングルアルバム
| No.                             | 発売日                          | タイトル                        | 収録曲                          | 順位                            | 売上枚数                        |
| YGエンターテインメント レーベル | YGエンターテインメント レーベル | YGエンターテインメント レーベル | YGエンターテインメント レーベル | YGエンターテインメント レーベル | YGエンターテインメント レーベル |
| ------------------------------- | ------------------------------- | ------------------------------- | ------------------------------- | ------------------------------- | ------------------------------- |
| 1                               | 2018年11月12日                  | SOLO                            | 収録曲 1. SOLO 2. SOLO (Inst.)  | 2位                             | 43,598枚                        |

### デジタルシングル
| No. | 配信日         | タイトル      | 規格     | 収録アルバム |
| --- | -------------- | ------------- | -------- | ------------ |
| 1   | 2023年10月6日  | You & Me      | 音楽配信 | 未収録       |
| 2   | 2024年10月11日 | Mantra        | 音楽配信 | Ruby         |
| 3   | 2025年1月31日  | Love Hangover | 音楽配信 | Ruby         |
| 4   | 2025年2月21日  | ExtraL        | 音楽配信 | Ruby         |

### 参加作品

#### フィーチャリング
| 配信日        | タイトル             | 規格     | アーティスト |
| ------------- | -------------------- | -------- | ------------ |
| 2024年4月26日 | SPOT! (feat. JENNIE) | 音楽配信 | ZICO         |

#### デビュー前
- イ・ハイ「Special」（2013年）[38]
- V.I「GG Be」（2013年）[39]
- G-DRAGON「ブラック」（2013年）[40]

### ミュージックビデオ
| 公開日         | タイトル             | リンク |
| -------------- | -------------------- | ------ |
| 2018年11月12日 | SOLO                 | ▶      |
| 2024年4月26日  | SPOT! (feat. JENNIE) | ▶      |
| 2024年10月11日 | Mantra               | ▶      |
| 2025年1月25日  | ZEN                  | ▶      |
| 2025年1月31日  | Love Hangover        | ▶      |
| 2025年2月21日  | ExtraL               | ▶      |
| 2025年3月7日   | like JENNIE          | ▶      |
| 2025年3月11日  | Handlebars           | ▶      |
| 2025年4月26日  | Seoul City           | ▶      |

## 出演

### テレビ番組
- Village Survival, the Eight（2018年）[41]

### ミュージックビデオ
- G-DRAGON「That XX」（2012年）[42]

### 広告
- HERA（2019年 - ）[22]
- CHANEL BEAUTY ミューズ兼コリアンアンバサダー（2018年 - ）[10]
- Samsung Galaxy S20（2020年 - ）[43]
- ロッテ七星飲料 チョウムチョロム（2021年 - ）[44]
- 廣東製薬 ビタ500（2021年 - ）[45]
- DASHING DIVA（2021年 - ）[46]

## 受賞歴
| 年   | 賞                                      | カテゴリー             | 作品                        | 結果       | 出典   |
| ---- | --------------------------------------- | ---------------------- | --------------------------- | ---------- | ------ |
| 2018 | 第12回SBS芸能大賞                       | 新人賞（女性部門）     | Running Man                 | ノミネート | [ 47 ] |
| 2018 | 第12回SBS芸能大賞                       | シーン・スティーラー賞 | Village Survival, the Eight | ノミネート | [ 48 ] |
| 2019 | 第8回ガオンチャートミュージックアワード | 楽曲賞（11月部門）     | SOLO                        | 受賞       | [ 49 ] |
| 2019 | 第2回Genie Music Awards                 | 女性ソロ               | -                           | ノミネート | [ 50 ] |